# Allgemeiner Sportverband Österreich
Der Allgemeine Sportverband Österreich, kurz ASVÖ, ist einer der drei Sportdachverbände Österreichs.
Der ASVÖ wurde im Jahre 1949 gegründet und betreut rund 5480 Vereine. Er zählt über eine Million Mitglieder. Sein Sitz befindet sich im 13. Wiener Gemeindebezirk Hietzing. Anders als die beiden anderen Dachverbände Österreichs ist der ASVÖ keiner politischen Gruppierung zuzuordnen, er begreift sich als unabhängiges und überparteiliches Sammelbecken für Sportvereine. Insgesamt betreut der ASVÖ mehr als 120 Sportarten.
Der ASVÖ gliedert sich einerseits in neun Länderorganisationen entsprechend der österreichischen Bundesländer. Anderseits gibt es sowohl auf Bundes- als auch Länderebene Sparten, denen jeweils eine Bundesfachreferentin oder ein Bundesfachreferent vorsteht.